# Jelena Janković
Jelena Janković (tiếng Serbia: Јелена Јанковић) (sinh 28 tháng 2 năm 1985) là một cựu vận động viên quần vợt chuyên nghiệp người Serbia, từng giữ ngôi vị số 1 thế giới theo bảng xếp hạng của WTA trong 17 tuần liền cho đến khi mất vị trí này vào tay Serena Williams ngày 2 tháng 2 năm 2009.
Janković từng vào đến bán kết các giải Grand Slam Úc Mở rộng, Pháp Mở rộng và Mỹ Mở rộng. Cô là một trong số ít các tay vợt nữ duy nhất đến nay từng giữ ngôi số 1 thế giới mà chưa có một danh hiệu Grand Slam đơn nào. Năm 2007, Janković giành được danh hiệu vô địch Wimbledon ở nội dung đôi nam nữ cùng đồng đội người Anh Jamie Murray.

## Sự nghiệp quần vợt

### Thời gian đầu
Janković bắt đầu học quần vợt tại Câu lạc bộ quần vợt Sao Đỏ. Khi mới 9 tuổi rưỡi cô đã làm quen với quần vợt nhờ anh trai và cũng là huấn luyện viên thể lực Marko. Sau đó cô được tham gia Học viện quần vợt của Nick Bollettieri. Janković giành chức vô địch giải trẻ Úc Mở rộng 2001. Từ 2001, cô bắt đầu tham gia thi đấu ở các giải WTA; vào vòng hai ở ngay giải đấu đầu tiên Indian Wells Masters.
Vào tháng 10 năm 2003, Janković lần đầu tiên lọt vào danh sách 100 tay vợt nữ hàng đầu thế giới (hạng 90) sau khi giành được một danh hiệu ITF ở Dubai. Ba tháng sau, Janković có được trận thắng đầu tiên trước một tay vợt trong top 10 khi cô vượt qua Elena Dementieva 6–1, 6–4 ở vòng 1 Giải quần vợt Úc Mở rộng 2004. Tháng 5 Janković giành được danh hiệu WTA đầu tiên ở một giải đấu hạng V ở Budapest. Trong năm 2004 cô còn đánh bại các tay vợt khác trong top 20 là Nadia Petrova (hai lần), Vera Zvonareva, Patty Schnyder và Paola Suarez. Janković kết thúc năm 2004 với thứ hạng 28 thế giới.

### 2005
Năm 2005 có thể coi là một năm đột phá của Janković. Tháng 3, tại Dubai, cô đã lọt vào chung kết sau khi Serena Williams bỏ cuộc ở bán kết. Janković giành á quân khi thua Lindsay Davenport 4-6, 6-3, 4-6. Cô lần đầu tiên vào tới bán kết một giải hạng I ở Berlin, thua Nadia Petrova 4-6, 7-6, 3-6. Tháng 6 Janković tham dự trận chung kết sân cỏ đầu tiên ở Birmingham nhưng thua Maria Sharapova 2-6, 6-4, 1-6. Tháng 10 cô lọt vào trận chung kết thứ ba trong năm ở Seoul, nhưng cũng chỉ đạt á quân, thua cô gái 16 tuổi Nicole Vaidisova 5-7, 3-6. Janković đạt hạng 17 thế giới là thứ hạng cao nhất của cô tính đến thời điểm đó. Thứ hạng cuối năm 2005 của cô là 22.

### 2006
Sau khi thắng trận đầu tiên ở Giải quần vợt Úc mở rộng, Janković thua 10 trận liền từ cuối tháng 1 đến đầu tháng 5. Chuỗi trận thất bại chấm dứt khi cô vào đến tứ kết giải Internazionali BNL d'Italia ở Roma trước khi thua Venus Williams sau 3 séc. Tuần tiếp sau đó cô vào đến bán kết giải Strasbourg, bỏ cuộc và thua Nicole Vaidisova ở séc thứ hai.
Tại giải Pháp mở rộng, Janković vượt qua hạt giống số 25 Marion Bartoli trước khi thua số 1 thế giới Amelie Mauresmo ở vòng ba 3–6, 3–6. Tại Wimbledon cô đánh bại hạt giống số 6 và là đương kim vô địch Venus Williams ở vòng ba 7–6(8), 4–6, 6–4 trước khi thua hạt giống số 9 Anastasia Myskina ở vòng bốn 4–6, 6–7(5).

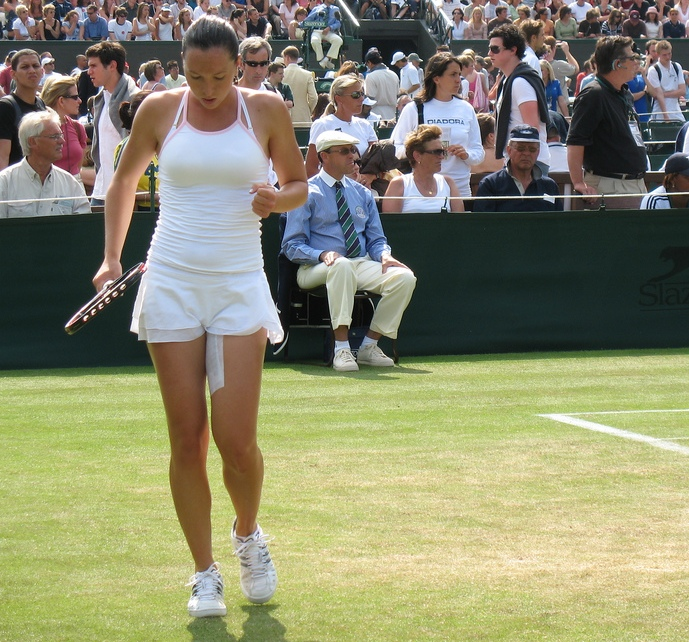
Jelena Janković tại Giải quần vợt Wimbledon 2006

Trong mùa giải sân cứng mùa hè ở Bắc Mỹ, Janković có trận chung kết thứ 5 trong sự nghiệp ở giải JPMorgan Chase Open tại Los Angeles, đánh bại hạt giống số 10 Ana Ivanovic ở tứ kết và Serena Williams ở bán kết trước khi thua hạt giống số 3 Elena Dementieva ở chung kết. Tại giải Mỹ Mở rộng, Janković đánh bại số 10 thế giới Vaidisova ở vòng ba, số 7 thế giới Svetlana Kuznetsova ở vòng bốn và số 5 Dementieva ở tứ kết 6–2, 6–1. Trong trận bán kết, Janković thua Justine Henin 6–4, 4–6, 0–6 sau khi đã dẫn trước 6–4, 4–2 và chỉ còn một điểm là dẫn 5–2 ở séc thứ hai. Janković tranh cãi với trọng tài chính khi trọng tài từ chối đưa ra kiến pha giao bóng có hợp lệ hay không, khuyên cô nên sử dụng quyền xem lại bằng thiết bị điện tử. Janković sau đó đã thua 10 game liên tiếp và thất bại.
Tại giải đấu Janković tham gia ngay sau giải Mỹ Mở rộng là giải Trung Quốc Mở rộng thuộc nhóm II (Tier II), cô lọt vào đến bán kết, dừng bước trước Mauresmo 1–6, 6–3, 6–7 sau khi đã giành quyền giao bóng khi tỉ số là 6–5 ở séc ba. Tuần sau đó, Janković vào đến bán kết giải Quảng Châu, bỏ cuộc khi đang dẫn điểm Anna Chakvetadze 7-5, 2-0. Trong bốn giải đấu tiếp theo cô tham gia cho đến cuối năm, Janković vào đến tứ kết ba giải.
Janković kết thúc năm 2006 với vị trí thứ 12 thế giới.

### 2007
Khởi đầu năm 2007, Janković giành được danh hiệu thứ hai trong sự nghiệp ở giải ASB Classic thuộc nhóm IV ở Auckland, đánh bại Vera Zvonareva trong trận chung kết. Tại giải đấu thuộc nhóm II Medibank International tại Sydney, Janković vượt qua số 7 thế giới Martina Hingis và hạt giống số 1 Amelie Mauresmo để vào chơi trận chung kết. Tuy nhiên cô thua Kim Clijsters dù đã có game giao bóng để kết thúc trận đấu ở séc thứ hai. Sau đó Janković vào đến vòng 4 của giải Úc Mở rộng, chỉ chịu thua nhà vô địch giải Serena Williams 3–6, 2–6. Do thành tích ổn định từ đầu năm, Janković trở thành tay vợt số 10 thế giới và lần đầu tiên lọt vào danh sách 10 tay vợt nữ xuất sắc nhất.

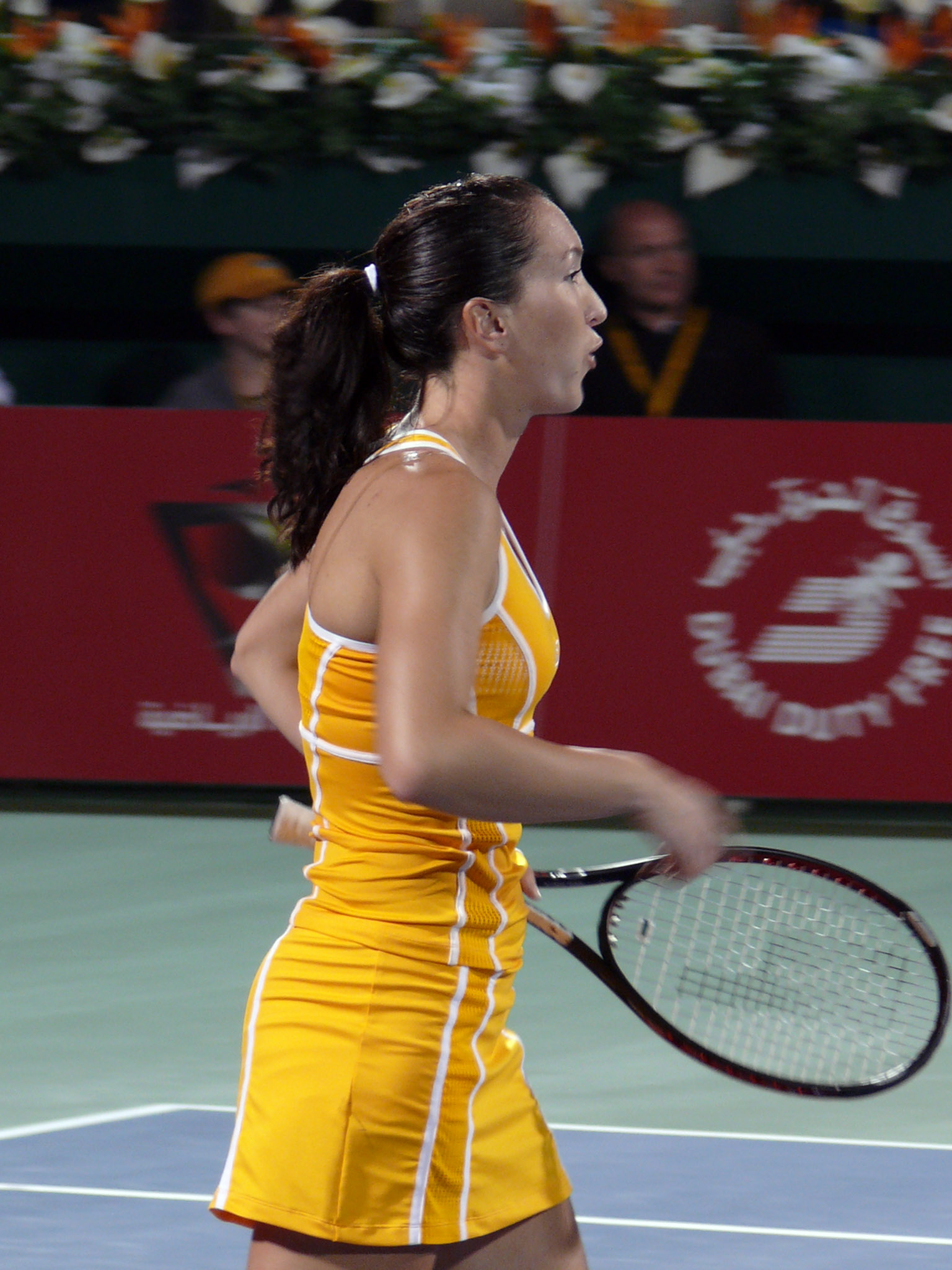
Jelena Janković tại giải Dubai 2007.

Tại giải đấu Nhóm I đầu tiên trong năm ở Tokyo, Janković dừng bước ở tứ kết trước đồng hương Ana Ivanovic 6–3, 4–6, 2–6. Tại giải quần vợt Dubai, cô bỏ cuộc ở bán kết khi gặp Mauresmo vì chấn thương mắt cá. Tuần tiếp theo ở Doha, Janković lại vào đến bán kết, thua Justine Henin sau 3 séc. Sau đó cô tham dự giải Pacific Life thuộc nhóm I ở Indian Wells, California nhưng thua Lý Na ở vòng 4. Kết thúc loạt giải sân cứng mùa xuân là giải Miami Masters, Janković thua Mara Santangelo ở vòng 3 với tỉ số 6–2, 6–7, 4–6, dù đã dẫn trước 6–2, 5–2.
Janković khởi đầu mùa giải sân đất nện tại Amelia Island, Florida, thua Ivanovic ở tứ kết 5–7, 3–6. Cô giành được danh hiệu đầu tiên ở một giải đấu thuộc nhóm I tại Family Circle Cup ở Charleston, Nam Carolina, đánh bại Venus Williams tại bán kết và Dinara Safina ở chung kết. Trong các giải đất nện ở châu Âu tiếp sau đó, Janković 3 lần thất bại trước Henin và vô địch một giải đấu. Chị có được danh hiệu thứ hai ở một giải đấu thuộc nhóm I là tại Giải quần vợt Masters Roma ở Roma, hạ hạt giống số 2 Svetlana Kuznetsova ở chung kết. Janković được xếp hạt giống số 4 ở giải Pháp Mở rộng, vào đến bán kết sau khi vượt qua những tên tuổi như Venus Williams và Nicole Vaidisova, chỉ chịu thua Henin ở bán kết 2 séc 2–6. Kết quả thi đấu ở 6 giải đất nện đưa Janković lên vị trí số 3 thế giới.
Trên mặt sân cỏ, Janković vô địch giải DFS Classic ở Birmingham sau khi vượt qua hạt giống số 1 Maria Sharapova ở chung kết, dù Sharapova đã dẫn điểm 3–0 ở séc quyết định. Đó là chiến thắng đầu tiên của cô trước Sharapova. Tuần tiếp sau đó, Janković vào tới chung kết giải Ordina Mở rộng ở Hà Lan và trở thành tay vợt đầu tiên sau Chris Evert năm 1974 thắng tới 50 trận ở nửa đầu của năm.. Tại Wimbledon, Janković được xếp hạt giống số 3 nhưng thua Marion Bartoli ở vòng bốn. Ở nội dung đôi nam nữ, Janković đánh cùng chuyên gia đánh đôi Jamie Murray và giành được danh hiệu vô địch khi thắng đôi hạt giống số 5 Jonas Bjorkman và Alicia Molik ở chung kết với tỉ số 6–4, 3–6, 6–1.